# Hoya-Diepholzsche Landschaft

Die Hoya-Diepholzsche Landschaft als eine der althannoverschen Landschaften in Niedersachsen

Die Hoya-Diepholzsche Landschaft im mittleren Niedersachsen ist eine bis heute bestehende aus den Landständen hervorgegangene Landschaft der früheren Grafschaften Hoya und Diepholz, die seit 1459 bezeugt ist. Sie ist Mitglied im Landschaftsverband Weser-Hunte und hat ihren Sitz in Nienburg/Weser. Ihr Bereich umfasst den Landkreis Diepholz, den Landkreis Nienburg und den zwischen Weser und Aller gelegenen Teil des Landkreises Verden.
Die Verfassung der Hoya-Diepholz’schen Landschaft wurde am 3. Mai 1863 durch König Georg V. von Hannover genehmigt. Die Landschaft besteht aus drei Kurien – den landtagsfähigen Gütern, den Kommunen aus Städten und Flecken und den Grundbesitzern, die sich regelmäßig treffen. Über die „Landschaftliche Brandkasse Hannover“ ist die Landschaft an der VGH Versicherungen beteiligt. Daneben kümmert sich die Landschaft im Rahmen ihrer Mitgliedschaft im Landschaftsverband Weser-Hunte um kulturelle Belange.